# Kilez More
Kilez More (bürgerlich Kevin Mohr; * 19. März 1988 in Wien) ist ein verschwörungsideologischer österreichischer Rapper.

## Werdegang
Bekannt wurde Kilez More durch das Auftreten auf Mahnwachen für den Frieden; zuvor war er auch auf Occupy-Veranstaltungen aufgetreten. Er nahm am Wettbewerb HipHop Newcomer 2011 teil. Sein Künstlername soll aus einer früheren Leidenschaft für Super-Nintendo-Spiele entstanden sein. Er studierte Psychologie, Philosophie und Germanistik auf Lehramt an der Universität Wien. Seine ersten Werke veröffentlichte er unter dem Namen Killezz More. Mohr tritt öfter zusammen mit der Duisburger Band Die Bandbreite auf. Seine ersten zwei Alben Status Quo und Rapvolution veröffentlichte er beim Duisburger Label Lärmquelle Records, das auch die Alben von Die Bandbreite veröffentlicht. Für sein drittes Album Alchemist unterschrieb er bei dem Label Digitale Dissidenz. Aktuell ist er bei Danse Macabre unter Vertrag, das sein erstes Album wiederveröffentlicht hat.
Aufgrund der von Mohr vertretenen verschwörungsideologischen Inhalte (Klimawandelleugnung, Chemtrails) im Kontext der dreitägigen Projekttage 2016 in der Freien Waldorfschule Filstal warnte die Landeszentrale für politische Bildung Baden-Württemberg vor ihm. Seit 2015 unterstützt er die gegen die Ramstein Air Base gerichtete Kampagne Stopp Air Base Ramstein. Anfang 2020 engagierte er sich zusammen mit dem Kabarettisten Achim Meyer für die Freilassung von Julian Assange.
Seit August 2020 beteiligt er sich an „Querdenker“-Protesten. Er trat unter anderem auch auf Rechtsextremen- und Reichsbürgerveranstaltungen auf.

## Diskografie

### Mixtapes
- 2017: Virustape (als Bonus in der Limited Edition von Alchemist enthalten)

### Alben
- 2011: Status Quo (Lärmquelle Records, 2016: Danse Macabre)
- 2013: Rapvolution (Lärmquelle Records)
- 2017: Alchemist (Digitale Dissidenz)

### EPs
- 2010: Truthrap EP
- 2011: Massenpost EP
- 2011: Bilderberg EP
- 2015: Synergie EP (Lärmquelle Records)
- 2019: Voice of Peace EP (Digitale Dissidenz)

### Singles
- 2013: Rapvolution
- 2015: Leben und Tod des Imperialismus
- 2017: Mediale Kugeln
- 2019: Friedensbewegung
- 2021: EDWZS (Ekel davor wach zu sein) (mit Äon & N i O)

### Weitere Lieder
- Polizeistaat ACAB
- Meinungsfreiheit
- Peace
- Krieg hoch 3
- 1 Minute vor Krieg (feat. C-Rebell-Um)
- Game of Drones

### Als Gastmusiker
- 2014: Wenn du aufwachst (Photon feat. Kilez More)
- 2016: Alles nur Zufall (Photon feat. Kilez More)
- 2016: Alles Bleibt Gleich (Die Bandbreite, Morgaine, Kilez More)
- 2017: Weckruf (mit Beatus, Yannick D 3. Stock Record feat. Kilez More & Finest Skillz)
- 2018: Gedankenverbrecher (Ukvali feat. Kilez More, Beatus & Yannik D.)

### Musikvideos
- Polizeistaat ACAB
- Seitenwechsel (Illuminati)
- Die Kritische Masse
- Nein zum EU Vertrag
- Geistesgestört
- TV Totale Verblödung
- Infokrieger
- Wiederholer
- Können wir das zulassen?
- Klimawandel
- Bilderberger Schlagzeilen
- Wo liegt die Wahrheit (feat. Die Bandbreite)
- Meinungsfreiheit
- Rapvolution
- Friedensmission
- Ich bin Frei
- Peace
- Game EUROver
- Die Welt von Morgen (Produzent: Simon Marian Hoffmann[15])
- Leben und Tot des Imperialismus
- UNITY
- Systemfeind
- Game of Drones
- Mediale Kugeln
- #TruthRap
- Der Alchemist
- Hi Kids (Virus Remix)
- Theorie & Praxis (Virus Remix)
- Wikileaks auf Beats
- The Simpsong
- New World Order
- Friedensbewegung
- Wir Könnten (feat. Morgaine & Äon)
- Mosaik